# Казанский сельсовет (Оренбургская область)
Казанский сельсовет — сельское поселение в Шарлыкском районе Оренбургской области Российской Федерации.
Административный центр — село Казанка.

## История
9 марта 2005 года в соответствии с законом Оренбургской области № 1919/356-III-ОЗ образовано сельское поселение Казанский сельсовет, установлены границы муниципального образования.

## Население
| 2010 | 2012 | 2013 | 2014 | 2015 | 2016 | 2017 |
| ---- | ---- | ---- | ---- | ---- | ---- | ---- |
| 688  | ↘667 | ↘650 | ↘639 | ↘637 | ↘626 | ↘612 |
| 2018 | 2019 | 2020 | 2021 |      |      |      |
| ↘603 | ↘587 | ↘577 | ↘571 |      |      |      |

## Состав сельского поселения
| № | Населённый пункт | Тип населённого пункта       | Население |
| - | ---------------- | ---------------------------- | --------- |
| 1 | Казанка          | село, административный центр | 468       |
| 2 | Кизлоям          | посёлок                      | 0         |
| 3 | Юзеево           | село                         | 220       |